# Rugard (Schiff)
Die Rugard war ein deutsches Passagierdampfschiff. Nach dem Zweiten Weltkrieg fuhr sie als Ilja Repin unter sowjetischer Flagge.

## Geschichte

### Seebäderdienst
Die auf den Stettiner Oderwerken mit der Werftnummer 730 gebaute Rugard wurde im Juni 1927 bei der Stettiner Dampfschiffs-Gesellschaft J. F. Braeunlich als deren letzter Neubau in Dienst gestellt. Die Reederei setzte das Dampfschiff im Seebäderdienst zwischen Stettin und der Insel Rügen ein, wo Binz und Saßnitz bevorzugt angelaufen wurden. Daneben unternahm die Rugard auch Fahrten auf der Linie Stettin–Rügen–Bornholm und nach Kopenhagen.

### Kriegsmarine
Die deutsche Kriegsmarine erfasste im September 1939 die Rugard und bewaffnete es mit zwei 8,8 cm SK und Maschinenwaffen zur Flugzeugabwehr. Zunächst wurde sie Flaggschiff des Führers der Vorpostenboote Ost (F.d.V. Ost) und später des Befehlshabers der Sicherung der Ostsee. Ab 1942 wurde sie als Versorgungsschiff der 31. Minensuchflottille eingesetzt. 1943 begleitete sie kleine Offensiv-Minenleger in der Kronstädter Bucht. Zuletzt fungierte Rugard als Führerschiff der 9. Sicherungs-Division.
Die Rugard verließ am 8. Mai 1945 als letztes Schiff der Kriegsmarine mit etwa 1.500 Flüchtlingen an Bord die Halbinsel Hela. Am 9. Mai wehrte die Besatzung der Rugard in einem Feuergefecht einen Aufbringungsversuch von drei sowjetischen Schnellbooten ab. Das Schiff erreichte am Morgen des 10. Mai die Kieler Förde.

### Sowjetische Kriegsbeute
1946 wurde die Rugard als Reparationsleistung an die Sowjetunion abgeliefert. Von September bis Oktober 1946 wurde das in Ilja Repin umbenannte Schiff auf der Reparaturwerft in Wismar überholt. Neuer Heimathafen wurde Leningrad. Von Januar bis November 1950 lag die Ilja Repin erneut in der Wismarer Werft, wo sie zum Fahrgastschiff für das Nördliche Eismeer umgebaut wurde. Mit Heimathafen Murmansk war sie unter sowjetischer Flagge bis etwa 1959 im Einsatz. Die Streichung aus dem Lloyd’s Register of Shipping erfolgte 1960.

## Technik
Die Rugard war mit zwei Dreifachexpansionsdampfmaschinen mit einer Gesamtleistung von 2.000 PS ausgestattet. Beim Umbau 1950 wurde die Drehzahl herabgesetzt, wodurch die Leistung auf etwa 1.500 PS reduziert und die Dienstgeschwindigkeit von 15 auf 11,2 kn verringert wurde. Die 1927 mit 1.358 BRT angegebene Vermessung wurde 1950 auf 1.549 BRT erhöht.
Als Seebäderschiff war die Rugard für 1.170 Passagiere auf offener See und für 1.852 Passagiere bei Fahrt im Stettiner Haff ausgelegt. Nach dem Umbau von 1950 konnten 189 Passagiere und 92 Pelztierjäger in Kabinen untergebracht werden. Die Besatzung wurde von ursprünglich 56 auf 64 erhöht.